# フェイ・リーガン
フェイ・リーガン（Faye Reagan、1988年9月19日 - ）は、アメリカ合衆国のポルノ女優。ネバダ州ラスベガス・バレー出身。

## 経歴
2009年AVN最優秀新人賞にノミネートされた。